# Henry Clay Morrison

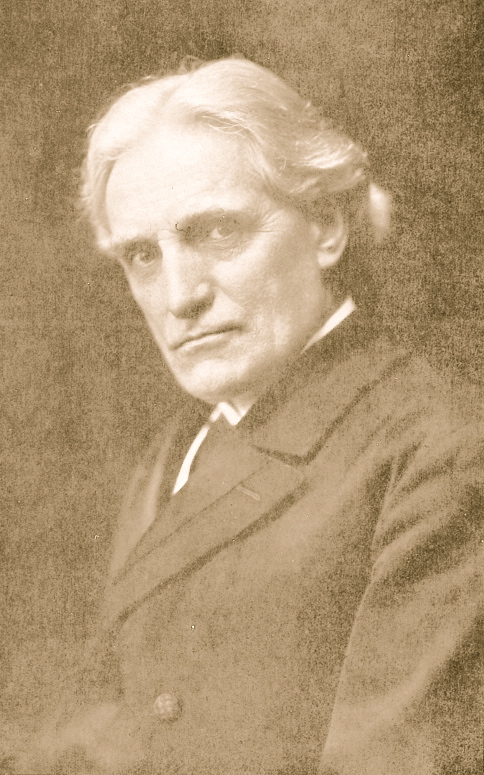
HC Morrison, presidente, Asbury College.

Henry Clay Morrison (10 de março de 1857 — 24 de março de 1942) foi um evangelista metodista e também editor e presidente do Asbury College .
Ele não deve ser confundido com Henry Clay Morrison, nascido em 30 de maio de 1842, que foi um bispo metodista do Tennessee.

## Família
Morrison nasceu em Bedford, no condado de Trimble, em Kentucky. Seus pais morreram sendo ele muito jovem e foi criado por seu avô paterno no condado de Barren .

## Evangelista
Morrison converteu-se aos 13 anos de idade em um avivamento metodista na capela Boyd's Creek, próximo a Glasgow, Kentucky. Logo em seguida ele sentiu um chamado para o ministério. Foi licenciado para pregar aos 19 anos e começou seu trabalho como piloto de circuito e pastor de estação. Em 1890, Morrison deixou o pastorado e passou ao evangelismo.
Ele também começou a editar uma publicação religiosa chamada The Old Methodist, que posteiormente se tornou o amplamente lido Pentecostal Herald . Sua reputação como evangelista metodista cresceu rapidamente de seu estado natal, Kentucky, para a maioria dos outros estados e muitos países estrangeiros.
A reunião de acampamento tornou-se um de seus locais evangelísticos favoritos e, durante o resto de sua vida, Morrison dedicou muito tempo e teve liderança eficaz a esse movimento religioso. William Jennings Bryan considerava Morrison "o maior orador de púlpito do continente americano".

## Colégio Asbury
Em 1910, o Asbury College, uma escola de santidade que foi fundada por John Wesley Hughes em Wilmore, Kentucky, contratou Morrison como seu presidente.
Com a ajuda dos leitores do Pentecostal Herald de Morrison e pela sua reputação nacional como pregador da santidade, ele conseguiu pagar grandes dívidas da faculdade, salvando-a da ruína financeira e aumentando sua reputação e seu corpo estudantil.
Em 1923, Morrison foi fundamental na fundação do Seminário Teológico Asbury.
Após deixar o cargo de presidente do Asbury College em 1925, Morrison foi novamente vez convidado a assumir a presidência em 1933, durante outra crise financeira, servindo até 1940.

## Morte
Morrison morreu na residência de um pastor para quem conduzia reuniões de avivamento em Elizabethton, Tennessee .